# Consciência coletiva
Consciência coletiva, de acordo com o sociólogo francês Émile Durkheim, é um conjunto cultural de ideias morais e normativas, a crença em que o mundo social existe até certo ponto à parte e externo à vida psicológica do indivíduo.
| “ | Conjunto das crenças e dos sentimentos comuns à média dos membros de uma mesma sociedade que forma um sistema determinado com vida própria | ” |

Toda a teoria sociológica de Durkheim pretende demonstrar que os fatos sociais têm existência própria e independente daquilo que pensa e faz cada indivíduo em particular. Embora todos possuam sua "consciência individual", seu modo próprio de se comportar e interpretar a vida, podem-se notar, no interior de qualquer grupo ou sociedade, formas padronizadas de conduta e pensamento. Essa constatação está na base de um fenômeno ao qual Durkheim chamou de consciência coletiva.
Segundo Durkheim "para que exista o fato social é preciso que pelo menos vários indivíduos tenham misturado suas ações e que dessa combinação tenha surgido um produto novo". Esse produto novo, constituído por formas coletivas de agir e pensar, se manifesta como uma realidade externa às pessoas. Ele é dotado de vida própria, não depende de um indivíduo ou outro[1].
"Mas, dirão, um fenômeno só pode ser coletivo se for comum a todos os membros da sociedade ou, pelo menos, à maior parte deles, portanto, se for geral. Certamente, mas, se ele é geral, é porque é coletivo (isto é, mais ou menos obrigatório), o que é bem diferente de ser coletivo por ser geral. Esse fenômeno é um estado do grupo, que se repete nos indivíduos porque se impõe a eles. Ele está em cada parte porque está no todo, o que é diferente de estar no todo por estar nas partes [...]". (As regras do método sociológico, p. 9).
O indivíduo se submete à sociedade e é nessa submissão que ele encontra abrigo. A sociedade que o força a seguir determinados padrões, é a mesma que o protege e o faz sentir-se como parte de um todo estruturado e coeso. Essa dependência da sociedade traz consigo o conforto de pertencer a um grupo, um povo, um país. Nesse sentido, não há contradição alguma na relação submissão-libertação. Esta interpretação guarda certa relação com as necessidades psicológicas que incluem a auto-inclusão (auto-estima, relacionamento, amizade, etc.), como encontrado no conceito da necessidade social individual na teoria de Maslow.
Mas existem contradições quanto ao fato de poder ser livre pela autonomia pessoal e ao mesmo tempo estar preso às necessidades inconscientes, que podem incluir a busca pela vida em sociedade ou de pertencer a certo grupo. Alguns psicólogos e psicanalistas dizem que as teorias de coletividade impõem certo tom de igualitarismo empírico aos integrantes de uma sociedade (por exemplo, os jovens são orientados pelos pais a procederem de uma certa maneira; mas os companheiros do colégio dizem que não tem nada errado em faze-lo diferente, simplesmente porque "todos fazem", dando valor de sentido existencial à vivência, mais do que aos significados inseridos nela).
Alguns cientistas chegaram a um nível mais refinado da avaliação, partindo de uma análise antropológico-biológica para explicar a questão. Por exemplo, o astrofísico e neurocientista Maicon Santiago argumenta que não existe contradição entre os conceitos sociológicos da experiência do indivíduo e o substrato psicológico intrínseco da interação social (aspecto fundamental), porque a autonomia interacionista da consciência é parte crucial da evolução humana, resultado da necessidade de sobrevivência de cada indivíduo dentro dos diferentes grupos de populações nas escalas ancestrais. 
Portanto, se a interação social é resultado de um potencial fundamental do indivíduo para a coletividade, então foram as partes que evoluíram para compor um todo padronizado. Isso significa que a teoria de Durkheim está apoiada nos mesmos pressupostos que nutrem a atual concepção psicossocial que figura dentro da história comportamental evolutiva das categorias de relações individuais.